# Torneo de Monterrey 2021
El Abierto GNP Seguros 2021 fue un torneo de tenis femenino jugado en cancha duras al aire libre. Se trató de la 13.ª edición del Abierto de Monterrey, un torneo WTA 250. Se llevó a cabo en el Club Sonoma en Monterrey, México, del 15 al 21 de marzo.

## Distribución de puntos
| Modalidad           | Campeona | Finalista | Semifinales | Cuartos de final | 2ª ronda | 1ª ronda | Clasificadas | 3ª ronda de clasificación | 2ª ronda de clasificación | 1ª ronda de clasificación |
| Individual femenino | 280      | 180       | 110         | 60               | 30       | 1        | 18           | 14                        | 10                        | 1                         |
| Dobles femenino     | 280      | 180       | 110         | 60               | -        | 1        | -            | -                         | -                         | -                         |

## Cabezas de serie

### Individuales femenino
| Tenista         | Ranking | Preclasificada |
| Sloane Stephens | 44      | 1              |
| Nadia Podoroska | 46      | 2              |
| Saisai Zheng    | 48      | 3              |
| Marie Bouzková  | 50      | 4              |
| Heather Watson  | 64      | 5              |
| Anna Blinkova   | 70      | 6              |
| Sara Sorribes   | 71      | 7              |
| Ann Li          | 72      | 8              |
| Nao Hibino      | 79      | 9              |

- Ranking del 8 de marzo de 2021.[2]

### Dobles femenino
| Tenista                         | Ranking | Preclasificada |
| Desirae Krawczyk Giuliana Olmos | 76      | 1              |
| Caroline Dolehide Asia Muhammad | 82      | 2              |
| Arantxa Rus Tamara Zidanšek     | 121     | 3              |
| Lara Arruabarrena Ellen Perez   | 135     | 4              |

## Campeonas

### Individual femenino
Leylah Annie Fernandez venció a  Viktorija Golubic por 6-1, 6-4

### Dobles femenino
Caroline Dolehide /  Asia Muhammad vencieron a  Heather Watson /  Saisai Zheng por 6-2, 6-3